# Walter Mosley
Walter Ellis Mosley (Los Angeles, Califòrnia 12 de gener de 1952) és un escriptor, guionista i professor universitari estatunidenc, conegut sobretot per la sèrie de novel·les policíaques protagonitzades pel detectiu Easy Rawlins. Walter és el fill únic de Leroy Mosley, un afroamericà, i d'Ella (nascuda Slatkin), d'origen jueu-rus. A principis dels anys 1980 va començar a treballar a la ciutat de Nova York com a programador informàtic i va desenvolupar la seva afició per l'escriptura creativa, seguint un curs al City College d'aquesta ciutat. En l'actualitat compagina el seu treball literari amb les classes de Llengua i Literatura Angleses a la Universitat de Nova York. Mosley ha rebut diversos premis, com el O. Henry Award, el NAACP Image Award, el Edgar Award o el Premi RBA. De la seva novel·la Devil in a Blue Dress (1990) se'n va fer una adaptació cinematogràfica el 1995: El diable amb un vestit blau.

## Obres

### Sèrie Easy Rawlins
- Devil in a Blue Dress (1990)
- A Red Death (1991)
- White Butterfly (1992)
- Black Betty (1994)
- A Little Yellow Dog (1996)
- Gone Fishin' (1997)
- Bad Boy Brawly Brown (2002)
- Six Easy Pieces (2003)
- Little Scarlet (2004)
- Cinnamon Kiss (2005)
- Blonde Faith (2007)
- Little Green (2013)
- Rose Gold (2014)
- Charcoal Joe (2016)

### Sèrie Fearless Jones
- Fearless Jones (2001)
- Fear Itself (2003)
- Fear of the Dark (2006)

### Sèrie Leonid McGill
- The Long Fall (2009)
- Known to Evil (2010)
- When the Thrill Is Gone (2011)
- All I Did Was Shoot My Man (2012)
- And Sometimes I Wonder About You (2015)
- Trouble Is What I Do (2020)

### Novel·les independents
- RL's Dream (1995)
- Blue Light (1998)
- Futureland: Nine Stories of an Imminent World (2001)
- The Man in My Basement (2004)
- The Wave (2005)
- 47 (2005)
- Fortunate Son (2006)
- Killing Johnny Fry: A Sexistential Novel (2006)
- Diablerie (2007)
- The Tempest Tales (2008)
- The Last Days of Ptolemy Grey (2010)
- Parishioner (2012)
- Debbie Doesn't Do It Anymore (2014)
- Inside a Silver Box (2015)
- John Woman (2018)
- Down the River unto the Sea (2018)

### Guions teatrals
- The Fall of Heaven (2011)
- Lift (2014)

### No-ficció
- Workin' on the Chain Gang: Shaking off the Dead Hand of History (2000)
- What Next: An African American Initiative Toward World Peace (2003)
- Life Out of Context: Which Includes a Proposal for the Non-violent Takeover of the House of Representatives (2006)
- This Year You Write Your Novel (2007)
- Twelve Steps Toward Political Revelation (2011)